# 2023年2月

## 2月1日
- 长周期彗星C/2022 E3 (ZTF)从离地球最近点掠过。[1]

## 2月2日
- 持续一周的智利野火已造成23人死亡，全国进入緊急狀態。[2]

## 2月3日
- 美国及加拿大政府监测到中华人民共和国的高空气球从北美上空飞越，表示其为间谍气球。中国外交部表示该气球为中国的民用无人飞艇，用于气象等科研目的，因西风带影响偏离预定航线。[3][4]
- 美国俄亥俄州一列载有氯乙烯等化学品的货运列车发生脱轨事故[5]。

## 2月4日
- 同月1日，巴基斯坦電信管理局（PTA）因未屏蔽或未刪除褻瀆神明的內容而降低該國的維基百科服務。當天，巴基斯坦当局以“亵渎伊斯兰教”为由封禁维基百科，當天早些時候，據部長級委員會的建議，总理夏巴茲·謝里夫指示立即解除封锁。同月6日，在謝里夫的指示下，巴基斯坦恢復維基百科服務。[6]

## 2月5日
- 巴基斯坦前總統佩爾韋茲·穆沙拉夫去世，享年79歲。[7]
- 第65届格莱美奖颁奖典礼在美国加利福尼亚州洛杉矶加密货币网体育馆举行，碧昂絲和独行侠城市音乐各凭借4项大奖领跑。[8]
- 2023年摩纳哥大选举行，摩纳哥民族联盟赢得国民议会的全部24个席位。

## 2月6日
- 當地時間凌晨4時17分，土耳其加济安泰普省发生規模7.8地震，震源深度20公里[9][10]，土耳其7省和敘利亞政府控制地區共造成175人死亡、774人受傷。這是至少一世紀以來這個區域最強的地震之一[11]。
- 一架由库尔森航空的波音737-3H4消防飞机在执行灭火任务时坠毁，机上两名机组人员受轻伤。[12]

## 2月7日
- 蘇西航空的一架小型商用機早晨約6時17分於印尼巴布亞省恩杜加縣山區中的簡易機場降落時起火燒毀，機上一名紐西蘭籍機師菲力普斯（Philips）遭西巴布亞民族解放軍挾持，生死未知。機上有1名機師和5名乘客，其中乘客包括1名嬰兒。當地警方證實此事，表示已派人前往調查[13][14]。
- 在经过近20年的开发之后，三菱重工宣布终止SpaceJet项目。[15]

## 2月8日
- 以得38390总分超越，成為NBA歷史總得分紀錄保持者。[16]

## 2月9日
- 當地時間下午1時28分，印尼巴布亞省查亞普拉市發生規模5.1級地震，震源深度22公里，震央位於該市西南方；因水岸的一座咖啡館倒塌沉沒到海中，造成店內4人死亡[17]。

## 2月10日
- 摩尔多瓦总理纳塔利娅·加夫里利察宣布辞职，并留任看守总理[18]。

## 2月11日
- 當地時間下午近4時，印尼塔勞群島發生規模6.0級的強震，震源深度為極淺層11公里，震央位於印尼東北部的塔勞群島[19][20]。
- 皇家马德里足球俱乐部在决赛中5比3击败，夺得冠军。[21]

## 2月12日
- 堪萨斯城酋长以38比35击败费城老鹰，赢得第五十七届超级碗的冠军。[22]
- 塞浦路斯舉辦總統選舉第2輪決選，由前外交部长尼科斯·赫里斯托祖利季斯当选塞浦路斯总统[23]。成為塞浦路斯第一位沒有獲得前兩大政黨支持而當選的總統，也成為塞浦路斯最年輕的總統[24]。

## 2月13日
- 13日至17日在印度卡納塔卡邦班加羅爾市舉行航空展[25]。
- 菲律賓船艦馬拉帕斯加號於6日在南海協助進行一項海軍任務，向位於南沙群島仁愛暗沙環礁的部隊提供食物和物資時[26]。中國海警船2度以軍事級雷射照射菲律賓船隻，導致1名船員暫時失明，菲律賓船隻最後被迫駛離[27]；此外，中國船隻最靠近菲律賓船隻時僅137公尺[28]。該起事件發生於仁愛暗沙環礁近20公里處。菲律賓海巡隊於此日公開照片指控中國海警船向該國船隻照射軍用級雷射光[29]。

## 2月14日
- 中国足球协会主席、党委副书记陈戌源涉嫌严重违纪违法，目前正接受中央纪委国家监委驻国家体育总局纪检监察组和湖北省监委审查调查。[30]
- 一艘載有移民的船隻於利比亞海岸附近發生意外，造成至少11人死亡、55人失蹤，另有7位生還者，目前已送醫急救；當時船隻從利比亞首都的黎波里以東80公里的Qasr al-Khayar出發，打算前往歐洲[31]。

## 2月15日
- 妮古拉·斯特金宣布辞去苏格兰首席部长及苏格兰民族党领袖职务，继任人将以选举决定。[32]
- 韩国检察厅以涉嫌贪污和渎职等罪，申请逮捕国会最大反对党共同民主党代表李在明[33][34]。李在明否认控罪，并指控当局将「检察权私有化」以打压政敌[34][35]。

## 2月16日
- 在新疆人權問題的輿論壓力下，英國外交部和歐洲政治新聞網站證實中共新疆維吾爾自治區黨委副書記、政府主席艾爾肯·吐尼亞孜，以工作繁忙為由取消英國及歐洲訪問行程[36]。
- 多林·雷切安获总统玛雅·桑杜提名，由摩尔多瓦议会批准接替纳塔利娅·加夫里利察担任摩尔多瓦总理[37]。

## 2月18日
- 朝鮮在演習中發射一枚洲際彈道導彈，並降落於日本北海道西部的專屬經濟區。[38]

## 2月19日
- 當地時間凌晨12時30分，以色列對敘利亞首都大馬士革發動空襲，造成至少5人死亡、15人受傷，死者中為1名士軍官、4名平民，一座中世紀的城堡遭波及剩下斷垣殘壁[39][40]。

## 2月20日
- 在烏克蘭總統弗拉迪米爾·澤連斯基訪問美國的兩個月後，美国总统·拜登在事先未宣布之下訪問烏克蘭首都基輔。[41]

## 2月25日
- 當地時間晚間10時27分，日本北海道東部海域發生規模6.1級地震，震源深度60公里，震央位於釧路市61公里處的海域。根室市和標津町測到震度5弱[42][43]。日本政府於晚間10時30分許在首相官邸危機管理中心成立資訊聯絡室，確認是否有災情。該起地震沒有引發海嘯的危機，也沒有傳出災情[44]。

## 2月26日
- 第73屆柏林影展闭幕，法国纪录片《堅定不移》获得金熊奖，德国电影《紅色天空（德语：Roter Himmel）》获評審團大獎銀熊獎[45]。

## 2月27日
- 28歲香港女性模特兒及名媛蔡天鳳被發現在大埔龍尾村被殺身亡，其後警方拘捕蔡天鳳前夫鄺港智、前大伯鄺港傑、前家翁鄺球和前家姑李瑞香等人，涉嫌謀殺及肢解蔡天鳳，並將其屍身殘肢烹煮成湯。[46]

## 2月28日
- 當地時間晚間11時24分，希腊色萨利大区拉里萨州发生两列火车相撞，成为希腊自1968年以来发生最严重的铁路事故。[47]
- 尼科斯·赫里斯托祖利季斯宣誓就任塞浦路斯总统。[48][49]